# Maurício Souza
Maurício Luiz de Souza (Iturama, 29 de setembro de 1988) é um ex-voleibolista e político brasileiro que atuava na posição de central, com marca de 344 cm de alcance no ataque e 323 cm no bloqueio. Nas eleições de 2022, elegeu-se deputado federal por Minas Gerais pelo Partido Liberal (PL), recebendo 83.396 votos para a 57ª legislatura.
Servia as categorias de base da Seleção Brasileira, conquistou a medalha de ouro no Campeonato Mundial Juvenil, em 2007, no Marrocos. Pela na categoria adulta foi medalhista nos Jogos Pan-Americanos de 2011, no México, e obteve a prata na edição de 2015, no Canadá, medalhista de bronze na edição da Universíada de Verão, na China, participou de três edições da Liga Mundial, obtendo duas medalhas de prata, em 2013 e 2014. Em 2013, foi campeão da Copa Pan-Americana no México, campeão do Campeonato Sul-Americano no Brasil e campeão da Copa dos Campeões, no Japão. Em clubes possui duas medalhas de prata em edições do Campeonato Sul-Americano de Clubes, em 2009 e 2013, ambas realizadas no Brasil.

## Carreira esportiva

### Início
Maurício foi revelado nas Escolinhas de base da equipe do município de Iturama, na época foi descoberto pelo professor de educação física Wigne Silva Costa, isto ocorreu enquanto este passava pela Praça Santa Rita de Cássia, localizada no bairro Newton Cardoso e deparou-se com um jovem, magro e alto, com aproximadamente 14 ou 15 anos, perguntado ao então jovem Maurício se gostaria de jogar voleibol, obtendo uma resposta positiva dele, fez sua preparação por cerca de um ano e meio, foi quando o apresentou ao treinador na Secretaria de Esportes e Lazer da cidade de São José do Rio Preto, e assim seguiu aperfeiçoando seu voleibol.
Tempos depois participou de uma peneira no Pinheiros, onde almeja um dia ingressar, fato que não ocorreu, mas despertou interesse do treinador da Wizard/Mauá e por ironia do destino disputou na temporada 2006-07 a final do Campeonato Paulista Juvenil justamente contra a equipe que o dispensara e Maurício conquistou o título. Maurício de origem humilde, incentivado por sua mãe Sônia, uma ituramense que trabalhava num estabelecimento comercial do ramo dos materiais de construção. Ele serve de inspiração para os garotos que fazem aulas com seu ex-professor Wigne nas escolinhas da cidade.
Iniciou sua carreira jogando no Iturama na temporada 2003-04, na temporada 2004-05 defendeu o time mato-grossense do Lucas do Rio Verde pelo qual foi campeão dos Jogos Regionais e também dos Jogos Abertos, assim como foi campeão da Copa Norte em 2004. Na temporada 2005-06 migra para cidade de São José do Rio Preto onde defenderia o Rio Preto/Objetivo/ARE/Sme e conquistou o título dos Jogos Regionais de São Paulo, campeão dos Jogos Abertos do Interior de São Paulo e Copa APV.

### Consolidação
Transferiu-se para o Wizard/Mauá defendendo-o na temporada 2006-07 obtendo o título do Campeonato Paulista na categoria juvenil e ouro nos Jogos da Juventude. Maurício assinou com a Ulbra/Suzano/Uptime para temporada 2007-08 e por este clube foi campeão paulista adulto e juvenil, ouro nos Jogos Regionais de São Paulo e também nos Jogos Abertos do Interior de São Paulo e na Superliga Brasileira 2007-08 terminou na sexta posição.
Em 2007 recebeu convocação para atuar na Seleção Brasileira de Novos, disputou o Campeonato Mundial Juvenil de 2007 sediado no Marrocos conquistando o ouro nesta edição. Maurício foi contratado na temporada 2008-09 pelo Brasil Vôlei/São Bernardo/Santander onde conquistou novamente de forma consecutiva o Campeonato Paulista, o mesmo ocorrendo nos Jogos Regionais de São Paulo e nos Jogos Abertos do Interior de São Paulo e na Superliga Brasileira A terminou na quarta colocação. 
Renovou com a equipe de São Bernardo para temporada 2009-10 chegando a final do Campeonato Paulista, porém, desta vez ficando com o vice-campeonato, em compensação novamente obtém o ouro nos Jogos Regionais de São Paulo e nos Jogos Abertos do Interior de São Paulo, na Superliga Brasileira A, referente a temporada supracitada terminou na sexta posição e no Sul-Americano de Clubes de 2009 foi vice-campeão após perder por 3x2 (25-19, 15-25, 26-24, 19-25 e 15-13) em Florianópolis para o time anfitrião a Cimed, perdendo a chance de disputar o Mundial de Clubes em Doha, Catar.
Maurício renova mais uma vez com o time de São Bernardo para a jornada 2010-11 conquistando o bronze no Campeonato Paulista, o pentacampeonato consecutivo dos Jogos Regionais de São Paulo e nos Jogos Abertos do Interior de São Paulo, mas não desempenhou uma boa campanha na Superliga Brasileira A, encerrando na décima posição.
Após sair do time de São Bernardo, acertou com o Vôlei Futuro de Araçatuba para competir na temporada 2011-12 e de forma consecutiva foi bronze no Campeonato Paulista, hexacampeão tanto dos Jogos Regionais de São Paulo, quanto dos Jogos Abertos do Interior de São Paulo e chegou a sua primeira final na história da Superliga Brasileira A, sagrando-se vice-campeão pela primeira vez nessa temporada.
Esteve na Brasileira de Novos que disputou os Jogos Pan-Americanos de Guadalajara em 2011, conquistando a medalha de ouro e também foi convocado pelo técnico Flávio Marinho para Seleção Brasileira Militar e disputou em 2011 a edição da Universíada de Verão na China, ocasião que finalizou com o bronze.
Transferiu-se para Belo Horizonte onde passou a defender o Vivo/Minas na temporada 2012-13 e foi prata no Campeonato Mineiro de 2012 e na Superliga Brasileira A terminou na quarta colocação, sendo eleito o Melhor Bloqueador desta edição.Ainda pelo minhas conquistou a medalha de prata no Campeonato Sul-Americano de Clubes de 2013, este sediado em Belo Horizonte.
Em 2013 foi convocado pelo técnico Bernardinho para disputar a edição desse ano da Liga Mundial e em sua primeira participação já conquistou a medalha de prata. Neste mesmo ano foi convocado pelo técnico Leonaldo Roberley da Seleção Brasileira de Novos para disputar a Copa Pan-Americana, sediada na Cidade do México, contribuindo para o Brasil conquistar o ouro nesta edição, computando 12 pontos, sendo segundo maior pontuador pelo Brasil e terceiro da partida. Também representou a Seleção Brasileira em preparação para edição da Copa dos Campeões no Japão e conquistou o ouro nesta edição, vestindo a camisa de número 13.
Ainda em 2013, é contratado pelo RJX/Grupo EBX, mas com a crise e o fim inesperado do patrocínio da OGX, Maurício foi o primeiro a sair do clube e aceitou proposta do time turco Halkbank Ankara para disputar a Liga do Campeões da Europa.

### Convocação para a Seleção Brasileira
No ano de 2014 também foi convocado para Seleção Brasileira para disputar a Liga Mundial, vestindo a camisa 13, esteve no grupo dos vinte e dois jogadores, ocasião que a seleção encerrou com o vice-campeonato. Na temporada 2014-15 assinou contrato com a Funvic/Taubaté conquistando o título inédito para o clube do Campeonato Paulista em 2014 e nesta temporada foi também vice-campeão dos Jogos Regionais de Caraguatatuba e foi inscrito na Superliga Brasileira A 2014-15.
Em 2015 conquistou a qualificação para Campeonato Sul-Americano de Clubes, cuja sede foi em San Juan, na Argentina, ao vencer a edição da Copa do Brasil de 2015 cuja fase final deu-se em Campinas, e ao disputar o referido Campeonato Sul-Americano de Clubes foi semifinalista e encerrou na quarta colocação e encerrou na Superliga Brasileira A 2014-15 na quinta colocação.
Ainda em 2015 foi convocado para Seleção Brasileira para disputar a correspondente Liga Mundial, quando vestiu a camisa 13, encerrando na quinta colocação e pela seleção neste mesmo ano alcançou a medalha de prata na edição dos Jogos Pan-Americanos de Toronto.
Foi contratado pelo Vôlei Brasil Kirin/Campinas para as competições de 2015-16 disputando a correspondente Superliga Brasileira A por este clube. Em 2016 foi vice-campeão da Copa Brasil sediada em Campinas. Encerrando a temporada com o vice-campeonato da Superliga Brasileira A 2015-16 e foi eleito o Melhor Bloqueador da edição. Com a seleção brasileira disputou a Liga Mundial, onde conquistou o vice-campeonato após perder a final para a seleção da Sérvia. Foi convocado pelo ex-técnico da seleção brasileira, Bernardinho, para atuar nos Jogos Olímpicos do Rio, sendo sua primeira participação olímpica. Após garantir a última vaga do Grupo A derrotando a seleção francesa na última rodada da fase de grupos, conquistou a medalha de ouro após derrotar a seleção italiana por 3-0 sets com parciais de (25-22, 28-26 e 26-24).
Na temporada 2016/17, após se classificar para a Supercopa de 2016 por ter sido vice-campeão da Superliga na temporada anterior, o atleta do time do interior paulista foi derrotado pelo Sada Cruzeiro na partida única. Após o término da temporada de clubes, o central representou a seleção brasileira na última edição da Liga Mundial. A fase final da competição ocorreu na Arena da Baixada, no Paraná, tendo como campeã a seleção francesa, que derrotou a seleção brasileira no tie-break. No mês seguinte ajudou a seleção brasileira a vencer pela 31ª vez o Campeonato Sul-Americano. No mês seguinte voltou a levantar uma taça com a camisa verde e amarela após ser tornar campeão da sétima edição da Copa dos Campeões.
Em 2017 foi anunciado como o novo reforço do Sesc RJ para a temporada 2017/18. Com a equipe carioca o atleta conquistou o título do Campeonato Carioca de 2017 e ficou em terceiro lugar na Superliga 2017-18, onde o atleta levou o prêmio de melhor central. No ano seguinte, disputando o primeiro Mundial de sua carreira, foi vice-campeão do Campeonato Mundial de 2018 na Polônia, perdendo a final para os anfitriões por 3-1 sets.
Na temporada 2018/19 teve o seu contrato renovado com o Sesc RJ, onde conquistou o título do Campeonato Carioca e o vice da Copa Libertadores. Com a seleção brasileira, conquistou o título da Copa do Mundo de 2019 de forma invícta. Um mês após foi anunciado como o novo reforço do Vôlei Taubaté. Com o clube paulista conquistou o título do Troféu Super Vôlei de 2020, torneio que foi criado em virtude do cancelamento da última edição da Superliga devido ao avanço da pandemia do Covid-19 no país.
Em 2021 se sagrou campeão da Superliga 2020-21 ajudando o clube paulista a conquistar o bicampeonato do torneio ao vencer o Minas Tênis Clube na melhor de três jogos. Com a seleção brasileira conquistou a Liga das Nações de 2021 ao derrotar a seleção polonesa, o primeiro título da seleção nessa competição inaugurada em 2018. O central, que marcou 8 pontos na partida final, foi eleito um dos melhores centrais da competição, junto com o polonês Mateusz Bieniek.
Nos Jogos Olímpicos de Tóquio, o central, junto a equipe brasileira, não conseguiu subir ao pódio. Feito que ocorria desde os Jogos Olímpicos de Atenas, em 2004. A equipe liderada pelo técnico Renan Dal Zotto caiu na semifinal para o Comitê Olímpico Russo, e na disputa pelo terceiro lugar, viu a inédita medalha de bronze ser conquistada pela seleção argentina.
Em abril de 2021, Maurício acertou com o Minas Tênis Clube, retornando à equipe que havia defendido anteriormente na temporada 2012-13. Em outubro de 2021, publicações realizadas pelo central em suas redes sociais geraram controvérsia e insatisfação dos patrocinadores do clube, que pressionaram por sua dispensa; no mesmo mês, o Minas anunciou a rescisão contratual com Maurício.

### Títulos e resultados
- Campeonato Sul-Americano de Clubes: 2015[20]
- Copa Brasil: 2015[19]
- Copa Brasil: 2016[28]
- Superliga Brasileira A: 2011-12,[2] 2015-16[29]
- Superliga Brasileira A: 2008-09,[2] 2012-13[2]
- Jogos Regionais de São Paulo: 2005,[2] 2007,[2] 2008,[2] 2009,[2] 2010,[2] 2011[2]
- Jogos Regionais de São Paulo: 2014[17]
- Jogos Regionais do Mato Grosso: 2004[2]
- Jogos Abertos do Interior de São Paulo: 2005,[2] 2007,[2] 2008,[2] 2009,[2] 2010,[2] 2011[2]
- Jogos Abertos do Interior de Mato Grosso: 2004[2]
- Campeonato Paulista: 2007,[2] 2008,[2] 2014[16]
- Campeonato Paulista: 2009[2]
- Campeonato Paulista: 2010,[2] 2011[2]
- Campeonato Mineiro: 2012[2]
- Copa APV: 2005[2]
- Copa Norte: 2004[2]
- Jogos da Juventude: 2006[2]
- Campeonato Paulista Juvenil: 2006,[2] 2007[2]

### Premiações individuais
- Melhor Bloqueador da Superliga Brasileira A de 2015-16[29]
- Melhor Bloqueador da Superliga Brasileira A de 2012-13[2]
- Melhor Bloqueador da Liga das Nações de Voleibol Masculino de 2021

## Carreira política

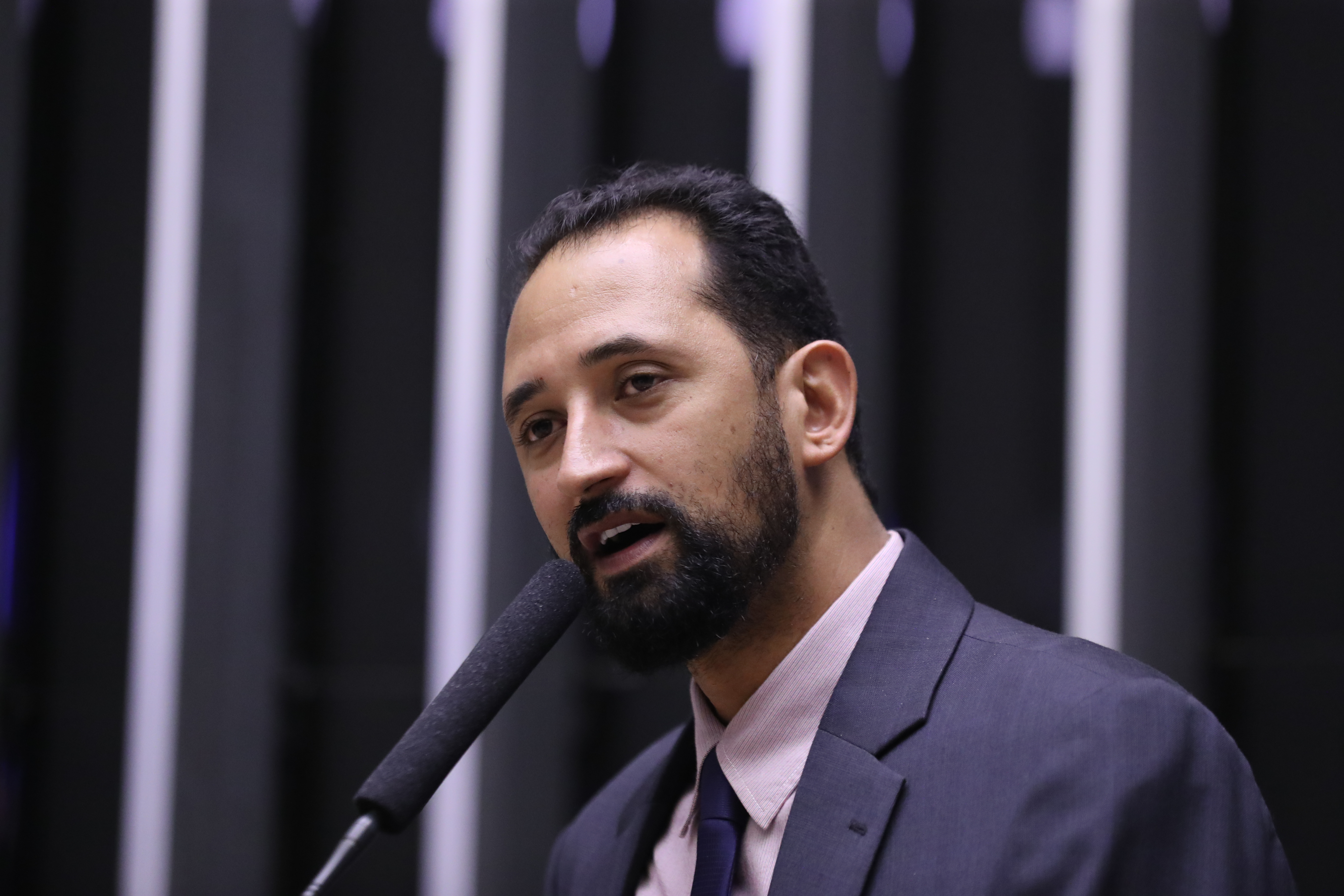
Maurício Souza no plenário da Câmara dos Deputados do Brasil

Maurício Souza filiou-se ao Partido Liberal em março de 2022 e anunciou a sua candidatura ao cargo de deputado federal por Minas Gerais nas eleições do mesmo ano, sendo eleito com 83.396 votos.
É um apoiador político de Jair Bolsonaro. Logo após a derrota da seleção brasileira de vôlei nos Jogos Olímpicos de Verão de 2020, em Tóquio, o atleta foi recebido por Jair Bolsonaro e por seu filho, Eduardo Bolsonaro (PSL), no Palácio do Planalto, em Brasília. Na ocasião, Maurício Souza presenteou os políticos com camisetas da seleção brasileira de vôlei. O apoio do jogador à família Bolsonaro já era conhecido desde 2018, quando ele e Wallace de Souza, seu parceiro de seleção, viralizaram na internet após posarem para uma foto em que faziam, com os dedos, o número 17, que representava Bolsonaro nas urnas eletrônicas durante a eleição presidencial brasileira de 2018.

### Desempenho em eleições
| Ano  | Eleição                  | Partido | Cargo            | Votos  | %     | Resultado | Ref    |
| ---- | ------------------------ | ------- | ---------------- | ------ | ----- | --------- | ------ |
| 2022 | Estadual de Minas Gerais | PL      | Deputado Federal | 83.396 | 0,74% | Eleito    | [ 52 ] |

## Vida pessoal
Maurício Souza é casado com Isabella Saldanha Castro e tem dois filhos, uma menina e um menino.

### Declarações sobre homossexuais
Maurício Souza já postou em suas redes sociais mensagens consideradas homofóbicas, o que gerou controvérsias. Em 2014, Souza disse: "Querem mostrar e colocar na cabeça dos brasileiros que trair a mulher, ser gay, entre outras coisas, é normal e é legal ser e fazer essas coisas. Não sou preconceituoso, longe disso. Mas prefiro que meu filho não veja esse tipo de coisa e saiba que ter uma mulher, construir uma família e ter valores é o certo. Foi o que meu pai me ensinou, é assim que tem que ser. Fica esperto e não deixa seus filhos ver essas coisas". Na época, após repercussão negativa da postagem, o jogador publicou um pedido de desculpas: "Quantos amigos gays que jogaram comigo eu tenho, vários, pessoas que respeito e admiro muito, pessoas que lutamos juntos dentro e fora de quadra e todas as vezes os defendi. [...] Aos que me ofenderam, o meu perdão. E desculpa se ofendi alguém, não foi minha intenção".
Em outubro de 2017, o jogador postou a seguinte frase: "Sou do tempo que fumar era bonito e dar a bunda era feio! Hoje fumar é feio e dar a bunda é bonito! Sorte que sou velho. Graças a Deus". Novamente, a publicação gerou polêmica e ficou no ar por pouco mais de 10 horas até ser apagada.
Em 2021, Maurício Souza criticou a história em quadrinhos do personagem Jonathan Samuel Kent, que no Universo DC é filho de Superman/Clark Kent e Lois Lane e se descobre bissexual. Por conta disso, Souza escreveu em sua conta no Instagram: "Ah, é só um desenho, não é nada demais... Vai nessa que vai ver onde vamos parar". Após nova reação negativa, a Fiat e a Gerdau, patrocinadoras do Minas Tênis Clube, equipe pela qual o atleta atua, cobraram medidas da diretoria do clube e repudiaram a atitude do jogador. A equipe esportiva então decidiu multar e afastar Souza temporariamente, além de ter afirmado que "as opiniões do jogador não representam as crenças da instituição sócio desportiva" e que ele deveria se retratar. A torcida organizada Independente Minas também divulgou nota em que diz que "irá ignorar o atleta Maurício Souza nas redes sociais, jogos e manifestações". Após a polêmica, Souza publicou em sua conta no Twitter uma mensagem de retratação pelas declarações. Todavia, em 27 de outubro de 2021, a equipe rescindiu o contrato que possuía com ele. Renan Dal Zotto, técnico da Seleção Brasileira de Voleibol Masculino, disse que "ficou decepcionado" com a conduta de Maurício Souza e que "não tem espaço para profissionais homofóbicos" na seleção.